# Liebeslüge
Liebeslüge ist ein US-amerikanisches Filmdrama aus dem Jahr 1928 von Richard Wallace mit Nancy Carroll und Gary Cooper in den Hauptrollen. Der Film, der auch in einer Stummfilmversion gedreht wurde, wurde von der Paramount Famous Lasky Corporation produziert und basiert auf der Kurzgeschichte Private Pettigrew's Girl von Dana Burnett.

## Handlung
Daisy Heath, ein kultiviertes New Yorker Showgirl, verliebt sich in Bill Tyler, einen naiven Soldaten aus Texas, der sich unerlaubt von der Truppe entfernt hat, um mit ihr zusammen zu sein. Sie beschließen zu heiraten, doch mitten in der Zeremonie wird er verhaftet und mit seinem Regiment nach Frankreich geschickt.
Daisy beschließt, ihr bisheriges Leben wieder aufzunehmen und kehrt zu ihrer Showtruppe zurück. Während der Proben hat sie eine Vision von Bills Tod, doch der Choreograf holt sie in die Realität zurück, so dass sie mit ihrer Arbeit weitermacht.

## Hintergrund
Die Hochzeit und die Schlussszene im Kino, in der Nancy Carroll das Titellied A Precious Little Thing Called Love von Lou Davis und J. Fred Coots singt, bilden die einzigen Dialogsequenzen des Films.
1919 produzierte Paramount eine Adaption der Geschichte von Dana Burnett unter dem Titel Pettigrew's Girl, George Melford inszenierte. Metro-Goldwyn-Mayer kaufte die Rechte an der Geschichte und machte 1938 mit Engel aus zweiter Hand eine weitere Adaption.
Verantwortlicher Toningenieur war Max Terr. Henry Hathaway arbeitete als Regieassistent, Irvin Talbot leitete das Orchester.
Die Library of Congress hat in ihrem Archiv einen unvollständigen Satz an Filmrollen. Es fehlt die letzte der acht Filmrollen.

## Veröffentlichung
Die Premiere des Films fand am 29. Dezember 1928 in New York statt. 1929 kam er im Deutschen Reich und in Österreich in die Kinos, in Österreich unter dem Titel Daisy, das Girl von der Revue.

## Kritiken
Mordaunt Hall von der The New York Times bezeichnete den Film als eine ungewöhnlich schöne und überzeugende Filmstudie. Es sei eine außergewöhnlich gut erzählte Geschichte, Regisseur Richard Wallace vollbringe mit seiner Kamera Wunder, indem er Untertitel vermeide, wo er kann, und indem er eine umfassende Vorstellung vom Lauf der Zeit vermittele. Trotz all dieser verlockenden Qualitäten haben die Produzenten es für angebracht gehalten, am Ende eine Dialogszene anzuhängen, was dem Film zwar nicht wirklich schade, aber zumindest die Zungen der Leute freimache, die die meiste Zeit geschwiegen haben. Dieser Abschnitt wäre viel besser gewesen, wenn man die Worte der Fantasie überlassen hätte.
Auch die Variety fand lobende Worte. Der Film sei ein strahlendes Juwel, mitreißend, gut gezeichnet und schön präsentiert. Hier wird die Dialogszene als höchst effektiv gelobt.